# 1877
Năm 1877 (MDCCCLXXVII) là một năm thường bắt đầu vào Thứ 2 (liên kết sẽ hiển thị đầy đủ lịch) trong Lịch Gregory (hoặc một năm thường bắt đầu vào Thứ 7 trong Lịch Julius chậm hơn 12 ngày).

## Sinh
- 14 tháng 2 – Edmund Landau, nhà toán học người Đức (m. 1938)
- 10 tháng 3 – Pascual Ortiz Rubio, tổng thống México (m. 1963)
- 2 tháng 7 – Hermann Hesse, nhà thơ, nhà văn và họa sĩ người Đức (m. 1962)
- 2 tháng 9 – Frederick Soddy, nhà hoá học người Anh (m. 1956)
- 9 tháng 11 – Enrico De Nicola, tổng thống đầu tiên của Ý (m. 1959)

## Mất
- 6 tháng 2 – Nguyễn Phúc Miên Thanh, tước phong Trấn Biên Quận công, hoàng tử con vua Minh Mạng (s. 1830).
- 23 tháng 2 – Nguyễn Phúc Hồng Y, tước phong Thụy Thái vương, hoàng tử con vua Thiệu Trị, cha của vua Dục Đức (s. 1833).
- 2 tháng 9 – Nội Thân vương Chikako (s. 1846).
- A Cổ Bách (s. 1820).